# Boku no taiyō
„Boku no taiyō” (jap. 僕の太陽) – piąty singel japońskiego zespołu AKB48, wydany w Japonii 8 sierpnia 2007 roku przez DefSTAR Records.
Singel został wydany w dwóch edycjach: regularnej oraz limitowanej. Osiągnął 6 pozycję w rankingu Oricon i pozostał na liście przez 4 tygodnie, sprzedał się w nakładzie 28 840 egzemplarzy.
Utwór tytułowy został wykorzystany jako opening anime Deltora Quest.

## Lista utworów
| Nr | Tytuł                                               | Słowa           | Kompozycja      | Aranżacja         | Czas |
| -- | --------------------------------------------------- | --------------- | --------------- | ----------------- | ---- |
| 1. | „Boku no taiyō” (jap. 僕の太陽)                     | Yasushi Akimoto | Yoshimasa Inoue | Yoshimasa Inoue   | 4:55 |
| 2. | „Mirai no kajitsu” (jap. 未来の果実)                | Yasushi Akimoto | Mio Okada       | Tomoaki Takashima | 4:54 |
| 3. | „Boku no taiyō” (jap. 僕の太陽) (Instrumental)      |                 | Yoshimasa Inoue | Yoshimasa Inoue   | 4:55 |
| 4. | „Mirai no kajitsu” (jap. 未来の果実) (Instrumental) |                 | Mio Okada       | Tomoaki Takashima | 4:54 |

## Skład zespołu
- Team A: Atsuko Maeda (środek), Tomomi Itano, Haruna Kojima, Minami Minegishi, Rina Nakanishi, Mai Ōshima, Mariko Shinoda, Minami Takahashi.
- Team K: Sayaka Akimoto, Tomomi Kasai, Sae Miyazawa, Erena Ono, Yūko Ōshima.
- Team B: Mayu Watanabe.

## Inne wersje
- Indonezyjska grupa JKT48, wydała własną wersję „Mirai no kajitsu” na pierwszym singlu RIVER w 2013 roku.